# Wagner-Whitin-Algorithmus
Als Wagner-Whitin-Algorithmus bezeichnet man ein 1958 von Harvey M. Wagner und Thomson M. Whitin vorgestelltes exaktes Verfahren zur Bestimmung der optimalen Losgröße für ein Produkt mit dynamischer Nachfrage bei einstufiger Fertigung ohne Berücksichtigung von Kapazitätsrestriktionen. Das Wagner-Whitin-Problem wird auch als „Single-Level Uncapacitated Lot Sizing Problem“ – kurz SLULSP – bezeichnet.
Wie bei der Klassischen Losgrößenformel wird von unendlicher Produktionsgeschwindigkeit und von einem gleichmäßigen Verbrauch über die Periode ausgegangen. Im Verfahren werden in einer Vorwärtsrechnung mögliche Alternativen ermittelt und anschließend in einer Rückwärtsrechnung die optimale Strategie ausgewählt. Das Wagner-Whitin-Verfahren erzeugt das Optimum auch, wenn Fixkosten von Periode zu Periode variieren. Bedingung ist, dass die jeweils gültigen Fixkosten in den Perioden eingesetzt werden.
Eine wichtige Implikation des Wagner-Whitin-Algorithmus ist die Zero-Inventory-Property: eine Produktion findet nur dann statt, wenn das Lager leer ist. Danach wird im Optimum der komplette Bedarf einer Periode entweder vollständig aus dem Lagerbestand oder aus der Produktion dieser Periode gedeckt. Eine Situation also, bei der die Nachfrage teilweise aus der Produktion und teilweise aus dem Lager befriedigt wird, so dass in einer Periode Lager- und Rüstkosten anfallen, kann nicht kostenminimal sein, weil die Rüstkosten durch das Vorverlegen der Produktion eingespart werden können. Ein optimales Los umfasst also immer eine Summe aus vollständigen Periodenbedarfen. Diese allgemeine Erkenntnis wurde bei den heuristischen Verfahren zur Bestimmung der Losgröße als Grundlage berücksichtigt.

## Der Algorithmus
Das nachfolgende Beispiel wird von Wallace J. Hopp und Mark Spearman ausführlich vorgestellt.
| {\displaystyle t}     | Periode (z. B. Tag, Woche, Monat), wobei {\displaystyle T} als Planungshorizont bezeichnet wird |
| {\displaystyle D_{t}} | Bedarf in Periode t (in Einheiten)                                                              |
| {\displaystyle c_{t}} | Produktionskosten je Einheit in Periode t ausgenommen Rüst- und Bestandskosten                  |
| {\displaystyle A_{t}} | Rüstkosten eines Rüstvorgangs in Periode t (also je Los)                                        |
| {\displaystyle h_{t}} | Bestandsführungskosten je Einheit von Periode t in Periode t+1                                  |
| {\displaystyle I_{t}} | Übrig bleibender Bestand am Ende von Periode t                                                  |
| {\displaystyle Q_{t}} | Losgröße in Einheiten in Periode t                                                              |
| {\displaystyle Z_{t}} | Minimalkosten der Produktion in der Periode t                                                   |
| {\displaystyle j_{t}} | Letzte Periode, in der aus Sicht von Periode t Produktion stattgefunden hat.                    |

Gegeben sei das folgende Beispiel:
| t                     | 1   | 2   | 3   | 4   | 5   | 6   | 7   | 8   | 9   | 10  |
| --------------------- | --- | --- | --- | --- | --- | --- | --- | --- | --- | --- |
| {\displaystyle D_{t}} | 20  | 50  | 10  | 50  | 50  | 10  | 20  | 40  | 20  | 30  |
| {\displaystyle c_{t}} | 10  | 10  | 10  | 10  | 10  | 10  | 10  | 10  | 10  | 10  |
| {\displaystyle A_{t}} | 100 | 100 | 100 | 100 | 100 | 100 | 100 | 100 | 100 | 100 |
| {\displaystyle h_{t}} | 1   | 1   | 1   | 1   | 1   | 1   | 1   | 1   | 1   | 1   |

### Schritt 1
Der Algorithmus betrachtet zuerst ein Ein-Perioden-Problem. Dieses ist naturgemäß recht einfach:
{\displaystyle Z_{1}=A_{1}=100}
und die letzte Periode, in der Produktion stattfand ist
{\displaystyle j_{1}=1}

### Schritt 2
Mit dem nächsten Schritt wird der Zeithorizont in die nächste Periode gesetzt und ein Zwei-Perioden-Problem betrachtet.
| {\displaystyle Z_{2}} = das Minimum von | {\displaystyle =A_{1}+h_{1}D_{2}} | Produziere in Periode 1 |
|                                         | {\displaystyle Z_{1}+A_{2}}       | Produziere in Periode 2 |

| {\displaystyle Z_{2}} = das Minimum von | {\displaystyle 100+1(50)=150} |
|                                         | {\displaystyle 100+100=200}   |

Schritt 2 bestimmt, dass Produktion in Periode 1 in niedrigeren Gesamtkosten resultiert als Produktion in Periode 1 und 2. Es bleibt zu notieren, dass die letzte Produktion {\displaystyle j_{2}=1} in Woche 1 stattfindet.

### Schritt 3
Schritt 3 erweitert den Planungshorizont um eine weitere Periode, so dass nun das Minimum aus drei Berechnungsformeln bestimmt werden muss
| {\displaystyle Z_{3}} = das Minimum von | {\displaystyle =A_{1}+h_{1}D_{2}+(h_{1}+h_{2})D_{3}} | Produziere in Periode 1 |
|                                         | {\displaystyle Z_{1}+A_{2}+h_{2}D_{3}}               | Produziere in Periode 2 |
|                                         | {\displaystyle Z_{2}+A_{3}}                          | Produziere in Periode 3 |

| {\displaystyle Z_{3}} = das Minimum von | {\displaystyle 100+1(50)+(1+1)(10)=170} |
|                                         | {\displaystyle 100+100+1(10)=210}       |
|                                         | {\displaystyle 150+100=250}             |

Es ist erneut günstiger in Periode 1 zu produzieren, so dass wir
{\displaystyle j_{3}=1}
notieren.

### Schritt 4
Nun wird ein Vier-Perioden-Problem berechnet:
| {\displaystyle Z_{4}} = das Minimum von | {\displaystyle =A_{1}+h_{1}D_{2}+(h_{1}+h_{2})D_{3}+(h_{1}+h_{2}+h_{3})D_{4}} | Produziere in Periode 1 |
|                                         | {\displaystyle Z_{1}+A_{2}+h_{2}D_{3}+(h_{2}+h_{3})D_{4}}                     | Produziere in Periode 2 |
|                                         | {\displaystyle Z_{2}+A_{3}+h_{3}D_{4}}                                        | Produziere in Periode 3 |
|                                         | {\displaystyle Z_{3}+A_{4}}                                                   | Produziere in Periode 4 |

| {\displaystyle Z_{4}} = das Minimum von | {\displaystyle 100+1(50)+(1+1)(10)+(1+1+1)(50)=320} |
|                                         | {\displaystyle 100+100+1(10)+(1+1)(50)=310}         |
|                                         | {\displaystyle 150+100+(1)(50)=300}                 |
|                                         | {\displaystyle 170+100=270}                         |

Dieses Mal liegt das Optimum nicht mehr in Periode 1. Es ist also günstiger, den Bedarf für Periode 4 erst in Periode 4 zu erfüllen. Daraus folgt: {\displaystyle j_{4}=4}.

### Schritt 5 und darüber hinaus
Da die letzte Produktion in Periode 4 stattfindet, bleiben die Perioden 1–3 im Folgenden unberücksichtigt. Es wird also das Problem der Periode 4 als Ein-Perioden-Problem behandelt und berechnet. Dann wird die Periode um 1 erhöht und ein Zwei-Perioden-Problem gelöst. Dadurch reduziert sich die Anzahl der Rechnungen auf eine recht übersichtliche Anzahl. Für das oben gezeigte Problem ergibt sich die folgende Lösung
| Letzte Periode mit Produktion | Planungshorizont t | Planungshorizont t | Planungshorizont t | Planungshorizont t | Planungshorizont t | Planungshorizont t | Planungshorizont t | Planungshorizont t | Planungshorizont t        | Planungshorizont t |
| Letzte Periode mit Produktion | 1                  | 2                  | 3                  | 4                  | 5                  | 6                  | 7                  | 8                  | 9                         | 10                 |
| ----------------------------- | ------------------ | ------------------ | ------------------ | ------------------ | ------------------ | ------------------ | ------------------ | ------------------ | ------------------------- | ------------------ |
| 1                             | 100                | 150                | 170                | 320                |                    |                    |                    |                    |                           |                    |
| 2                             |                    | 200                | 210                | 310                |                    |                    |                    |                    |                           |                    |
| 3                             |                    |                    | 250                | 300                |                    |                    |                    |                    |                           |                    |
| 4                             |                    |                    |                    | 270                | 320                | 340                | 400                | 560                |                           |                    |
| 5                             |                    |                    |                    |                    | 370                | 380                | 420                | 540                |                           |                    |
| 6                             |                    |                    |                    |                    |                    | 420                | 440                | 520                |                           |                    |
| 7                             |                    |                    |                    |                    |                    |                    | 440                | 480                | 520                       | 610                |
| 8                             |                    |                    |                    |                    |                    |                    |                    | 500                | 520                       | 580                |
| 9                             |                    |                    |                    |                    |                    |                    |                    |                    | 580                       | 610                |
| 10                            |                    |                    |                    |                    |                    |                    |                    |                    |                           | 620                |
| {\displaystyle Z_{t}}         | 100                | 150                | 170                | 270                | 320                | 340                | 400                | 480                | 520                       | 580                |
| {\displaystyle j_{t}}         | 1                  | 1                  | 1                  | 4                  | 4                  | 4                  | 4                  | 7                  | 7 {\displaystyle \lor } 8 | 8                  |

## Bewertung
Obwohl das Verfahren mit vergleichsweise geringem Aufwand angewendet werden kann, hat es kaum Verbreitung gefunden. Dies liegt wesentlich an der Unsicherheit, welche Planzahlen in der Praxis aufweisen. Wie die meisten optimierenden Verfahren reagiert auch dieses bei Änderungen in den Eingangswerten mit meist stark veränderten Ausgabewerten.  Aus diesem Grund ist die in der Praxis weit verbreitete rollierende Planung, bei der in jeder Periode nur ein Zeitfenster berücksichtigt wird,  mit dem Wagner-Whitin-Algorithmus inkompatibel und in dieser Hinsicht heuristischen Verfahren unterlegen. Andererseits ist ein Optimum wertmäßig oft nur wenig besser, als eine mit Heuristiken gefundene gute Lösung.
Ein weiteres Problem besteht in der Black Box-Eigenschaft des Verfahrens: Aufgrund des Misstrauens der Entscheidungsträger  zu schwer nachvollziehbaren Lösungen wird den in ihrer Entwicklung stabileren Lösungen von beispielsweise dem Stückkostenverfahren oder dem Periodenkostenverfahren oder dem Kostenausgleichsverfahren in der Anwendung oft der Vorzug gegeben.
Ein gravierender Nachteil ist die Nichtbeachtung von Kapazitätsrestriktionen, die zu nicht ausführbaren Produktionsplänen führen kann. Dieser Mangel lässt sich auch bei der weit verbreiteten sukzessiven Planung in nachgelagerten Stufen der Zeit- und Kapazitätsplanung nicht vollständig ausgleichen.